# Amos Nattini

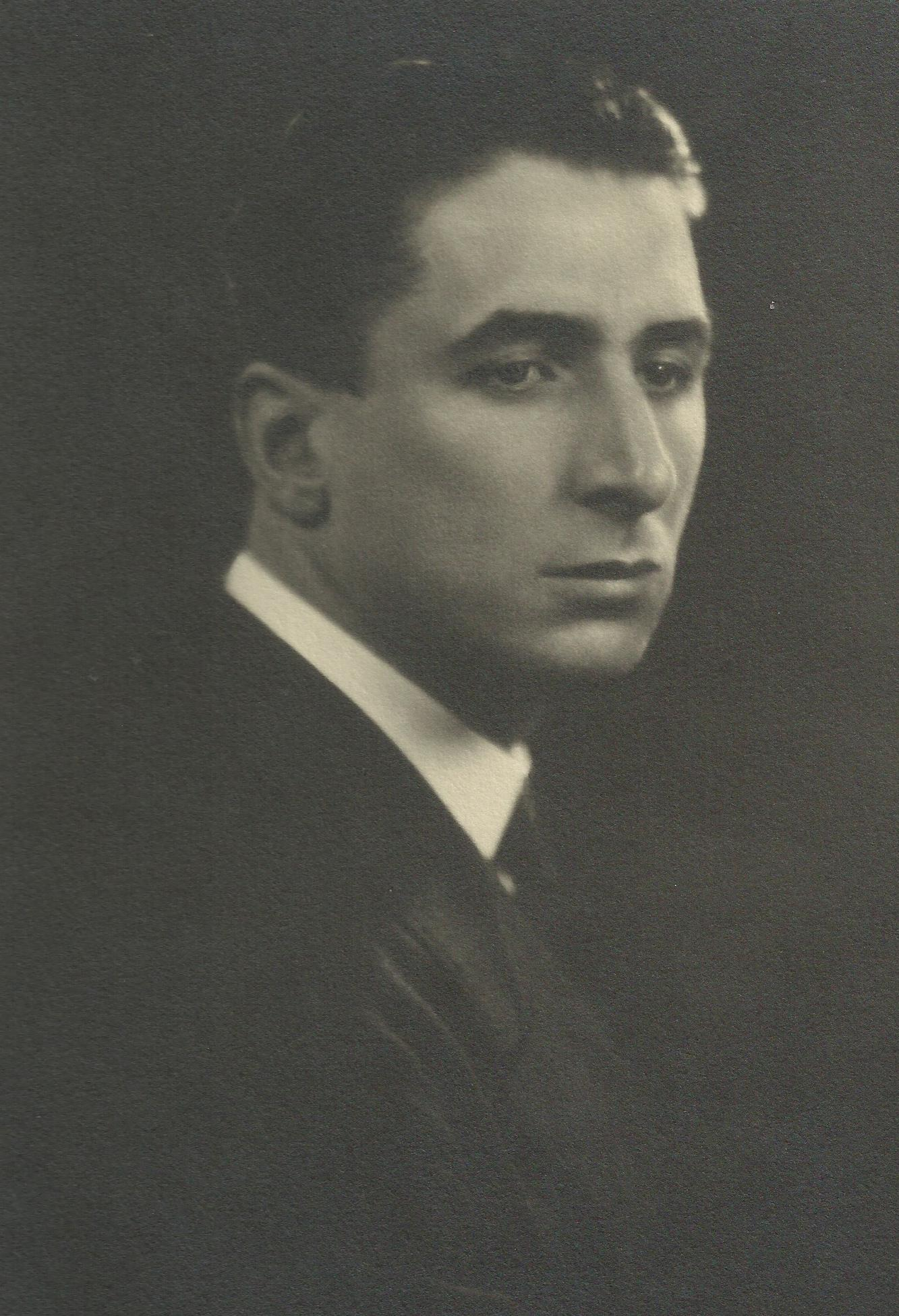
Amos Nattini

Amos Nattini (Genova, 16 marzo 1892 – Parma, 3 ottobre 1985) è stato un pittore italiano, famoso per aver illustrato la Divina Commedia.

## Biografia

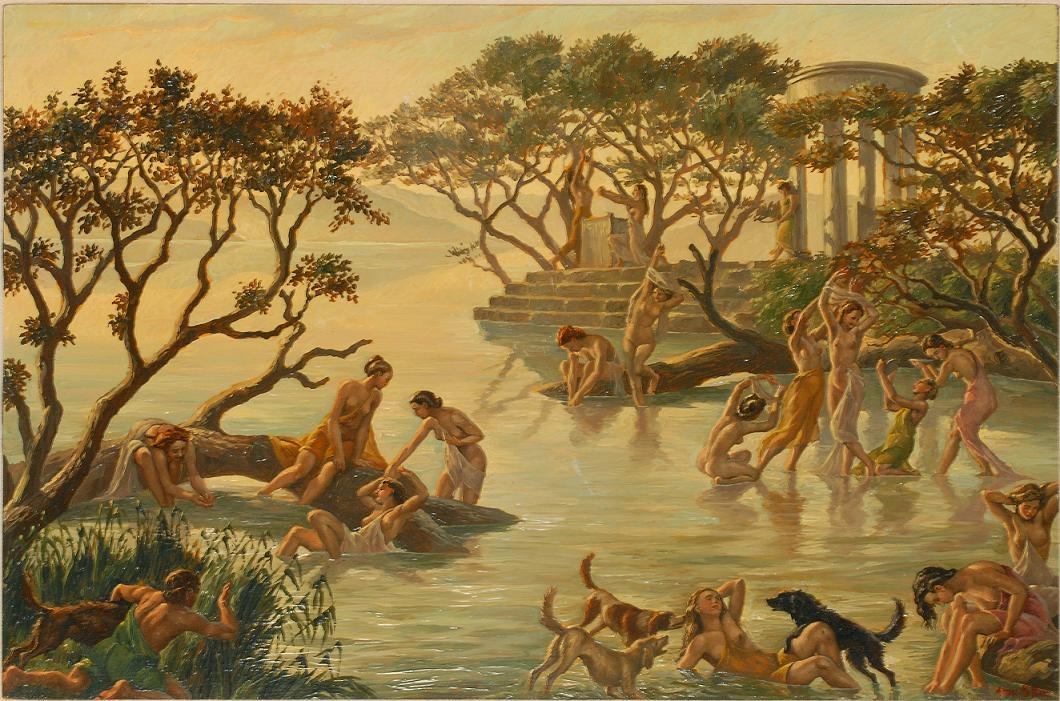
Amos Nattini - Lago di Nemi, 1940-43

Amos Nattini nasce a Genova il 16 marzo 1892 da famiglia di antico ceppo marinaro. Nel 1910 frequenta la scuola di nudo dell'Accademia di Belle Arti e i corsi anatomici dell'Università di Genova, traendo spunto per studi, schizzi e bozzetti, anche dall'ambiente portuale della città.  Appena diciannovenne esordisce realizzando le illustrazioni per le Laudi dannunziane (Le Canzoni delle Gesta d'Oltremare) ottenendo un considerevole successo di critica anche a livello nazionale. 
Nel 1914 è a Parigi con il poeta Gabriele D'Annunzio e qui frequenta il pittore Fournery, l'editore Dévambez e altri esponenti del mondo artistico-culturale francese. 
Gli incitamenti di D'Annunzio e di Francesco Maria Zandrino, segretario dell'Associazione Ligure dei Giornalisti, e il delinearsi del VI centenario dantesco (1921) inducono Nattini ad intraprendere l'ultraventennale fatica di realizzare le cento Imagini - come le chiamava l'artista – della Divina Commedia. I primi tre saggi ad acquerello, uno per cantica, sono esposti alla promotrice di Milano, ma solo al termine del primo conflitto mondiale il progetto prende concretamente corpo. 
Nel 1917 viene incaricato di realizzare la propaganda figurativa per i prestiti di guerra dando vita a vaste composizioni a carattere simbolico-patriottico a ornamento temporaneo del Ponte monumentale e del Palazzo del Credito Italiano della città di Genova. In questi anni vive l'importante esperienza artistica nel gruppo “Il Bivacco” con gli artisti Enzo Bifoli e Arrigo Minerbi, il poeta Giovanni Costanzi, gli scrittori Rodolfo Fumagalli e Francesco Zandrino. 
Nel 1924 Nattini si trasferisce a Milano in via Fucini 8, lavorando accanto a famosi artisti e letterati: frequenta il salotto, vero e proprio cenacolo culturale, della famiglia Ucelli intrattenendo rapporti con Ugo Ojetti, Edgardo Rossaro, Leonardo Bistolfi e Arrigo Minerbi. Entra anche in contatto con il gruppo artistico di “Novecento” legato alla Galleria Pesaro.
Nel frattempo inizia a esporre le tavole della Divina Commedia, tra le tappe principali si ricordano: Firenze, Genova, Milano, Roma, Torino, Brescia, Viareggio, Napoli, Parigi, l'Aja, Nizza.
All'inaugurazione nel 1927 della mostra delle Imagini tenutasi a Roma alla Casa di Dante alla Torre degli Anguillara, è presente il re Vittorio Emanuele III, che riceve in dono la prima cantica allora stampata. 
Un'altra copia sarà successivamente donata sia al capo del governo Benito Mussolini, sia al Pontefice Pio IX il quale definirà le tavole “opera veramente michelangiolesca”. Memorabile sarà la mostra nel 1931 al Musée Jeu de Paume di Parigi dove centomila visitatori si mettono in fila per ammirare le tavole dell'Inferno; numerose personalità del mondo politico-diplomatico e di accademici italiani e stranieri visitano l'esposizione che riscuote un enorme successo di pubblico e di critica. 
In questi anni ottiene importanti riconoscimenti tra cui la nomina a membro del collegio dell'Accademia di Belle Arti di Parma nel 1937, e quella di Accademico di merito all'Accademia Ligustica di Belle Arti di Genova nel 1938. 
Finalmente nel 1939 la monumentale edizione della Divina Commedia, stampata a torchio su carta “a mano” e con caratteri ideati dall'illustratore stesso, è terminata. Una copia della Divina Commedia, come emblema dello spirito dell'arte italiana, sarà donata dal Duce a Hitler in visita alla Mostra italiana dell'Ottocento.
Negli anni della guerra l'artista abbandona Milano per trasferirsi definitivamente a Oppiano di Gaiano, nei pressi di Collecchio, in provincia di Parma, all'interno dell'ex eremo benedettino ricevuto in eredità per via materna, luogo in cui lavorerà fino agli ultimi giorni della sua vita. Inizia ora una sorta di "forzato isolamento", lontano dai clamori della critica ufficiale che lo porterà a diventare "il pittore dell'Appennino" conosciuto anche come il "Maestro di Oppiano".
Negli anni della Resistenza, per aver dato ospitalità e aiuto a prigionieri inglesi fuggiti dal campo di concentramento di Fontanellato, sarà arrestato e imprigionato dalla Gestapo per poi essere rilasciato e fuggire sull'Appennino. Con la fine della guerra viene eletto consigliere comunale di Collecchio nelle file del Partito Socialista e nel 1946 ricopre, anche se per soli sei mesi, la carica di primo Sindaco dopo la Liberazione. 
Dopo un lungo periodo di silenzio nel 1960 la Galleria Camattini di Parma gli dedica una mostra personale che riscuote un buon successo di pubblico. Seguiranno poi diverse sue partecipazioni a mostre collettive alla Galleria Sant'Andrea (Parma) e la significativa retrospettiva nel 1972 alla Galleria Liguria di Palazzo Cattaneo-Mallone di Genova. Nel 1979 all'Istituto d'Arte “Paolo Toschi” di Parma viene allestita una sua mostra antologica.
Il 3 ottobre 1985 muore a Parma all'età di novantatré anni: sarà seppellito nel piccolo cimitero di Oppiano.

## LeImaginidellaDivina Commedia
Il delinearsi del sesto centenario della morte di Dante (1921) e gli incitamenti di D'Annunzio e di Zandrino, segretario dell'Associazione Ligure dei Giornalisti, inducono l'artista ad affrontare l'ultra ventennale fatica per la monumentale illustrazione della Divina Commedia. 
Nel 1915 espone alla Permanente di Milano le prime tre tavole (Inferno canto XII, Purgatorio canto XXVII, Paradiso canto XXXIII) riscuotendo, fin da subito, critiche favorevoli e positivi consensi. Da allora Nattini si immerge completamente e unicamente nell'eroica impresa di illustrare il Divino Poema: dà vita a cento Imagini (una per ogni canto) partendo dall'Inferno e procedendo in ordine di canto. 
Grande conoscitore del Poeta fiorentino, abilissimo interprete della difficile tecnica dell'acquarello (solo il canto I del Purgatorio è a olio), si rivela anche un esperto artigiano alla maniera rinascimentale quando medita di dare alle stampe la lussuosa edizione della sua Commedia curandone ogni minimo dettaglio e particolare. 
Nattini, a differenza di molti altri illustratori danteschi, fin dagli inizi dell'impresa: egli pensa, infatti, a una destinazione editoriale, immaginando un'edizione a stampa monumentale per le sue tavole. I grandi e sontuosi volumi (uno per ogni cantica), stampati dalla Casa Editrice Dante in mille esemplari numerati, sono realizzati con carte di puro straccio provenienti da Fabriano; i caratteri di stampa, ideati dallo stesso Nattini, traggono ispirazione dai “tipi latini primitivi” e, per ognuna delle tre cantiche, sono previste delle coperte in pelle di vitello sbalzata a mano.
Mentre l'artista continua a dipingere le tavole, parallelamente, a partire dal 1921, le Imagini sono esposte, con grande successo di critica e di pubblico, in Italia e all'estero.
Ancora oggi la Divina Commedia, opera eclettica e di difficile inquadramento anche per il lungo protrarsi nel tempo, caratterizza per eccellenza il percorso creativo di Nattini.
Il comune denominatore delle tre cantiche resta il grande amore per la ricerca anatomica di stampo michelangiolesco, per il modello in perenne movimento, per quell'ideale di perfezione classica alla base della sua poetica: corpi e membra anatomicamente perfetti e dinamici vengono ripresi in posture sempre diverse e talvolta arditamente scorciati all'interno di mutevoli prospettive. Come un abile regista, Nattini utilizza un linguaggio di sapore filmico accompagnandoci con la “sua macchina da presa” per tutto il lungo viaggio, restringendo e allargando di volta in volta il campo visivo. La prospettiva muta, da centrale si fa obliqua e poi aerea: nell'Inferno ci costringe a guardare dall'alto la miseria dei dannati, mentre nel Paradiso la visione viene ribaltata dovendo noi umani contemplare i santi e i beati alzando gli occhi al cielo, enfatizzando così la fuga prospettica verso l'alto.

## Il periodo parmense

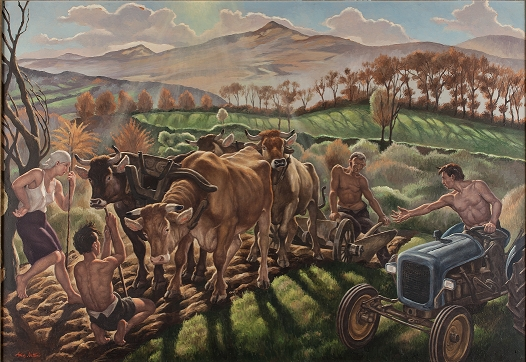
Amos Nattini - Due età, ovvero il problema montano, 1970

Gli anni parmensi sono caratterizzati da una ricca produzione di tavole di piccolo, medio e ampio formato con soggetti diversi come nudi, ritratti, paesaggi, scene mitologico-allegoriche, animali e battaglie, di cui sono esempi significativi le grandi tele raffiguranti gli scontri armati dei confederati a Fornovo, dei carabinieri reali a Pastrengo, del reggimento guide a Mozambano e dei cavalleggeri italiani a Isbucensky.
Molte delle sue “grandi tavole” nascono su specifica richiesta da parte della committenza: la ricca imprenditoria che, attraverso le arti, vuole riscattare e nobilitare il proprio operato recuperando, nel racconto mitologico e nello stile classicista e figurativo, un senso di antica tradizione. Nascono così opere in cui il mondo del lavoro viene traslitterato sulla tavola in chiave mitologica come ne La bonifica idraulica e L'energia idroelettrica realizzate per le Officine Riva di Milano, Il Fabbro parmense per le Officine Luciani di Parma o Il mito della gomma dalla Hevea Brasiliensis alla produzione per l'industria Parmeggiani di Udine. 
Il racconto che Nattini fa del mondo del lavoro è completamente estraneo a un'idea di denuncia: dipingendo su committenza, con lo specifico obiettivo di celebrare le aziende e le realtà produttive, il tema della fatica viene sublimato attraverso l'allegoria in una dimensione remota e sospesa. Di reale c'è però la natura, il paesaggio che avvolge e compenetra le figure e che l'artista descrive spesso con rigore scientifico e luci cristalline.

## Principali esposizioni post mortem

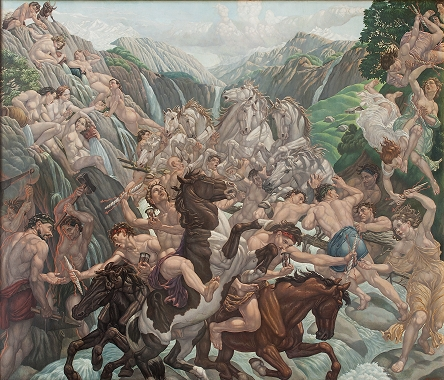
Amos Nattini - L'energia idroelettrica, 1943

1994, Amos Nattini Imagini della Divina Commedia 1919-1939, Parma, Palazzo Sanvitale.
1998, Amos Nattini e Dante, Torre de' Passeri (Pe), Casa di Dante - Castello Gizzi.
2004, Sulle orme di Amos Nattini, Parma, Palazzo del Credem.
2005, Amos Nattini (1892 – 1985). Viaggio verso l'Eden, Collecchio (Pr), Centro Culturale Villa Soragna.
2007, Amos Nattini. La collezione Pietro Cagnin, catalogo della mostra, Berceto (Pr), Centro di documentazione della via Francigena.
2011, Divina Commedia. Le visioni di Doré, Scaramuzza, Nattini, Mamiano di Traversetolo (Pr), Fondazione Magnani-Rocca.
2015, Amos Nattini. Pittore di altri mondi, Parma, Palazzo della Pilotta – Voltoni del Guazzatoio.